# Hülzweiler
Hülzweiler ist ein Ortsteil von Schwalbach im Saarland mit 4949 Einwohnern (Stand November 2021). Bekannt ist es für die Freilichtbühne Hülzweiler, eine der größten Freilichtbühnen im Südwesten Deutschlands, sowie für die „Helzwella Kirw“.

## Geschichte
Hülzweiler war bis 1815 dem Kanton Saarlouis zugeordnet, im Département Moselle. 

Am 1. Januar 1974 wurde die bis dahin selbständige Gemeinde Hülzweiler in die Gemeinde Schwalbach/Saar eingegliedert.

### Einwohnerentwicklung
| Jahr | Einwohner | Quelle |
| ---- | --------- | ------ |
| 1925 | 3371      | [ 3 ]  |
| 1935 | 3716      | [ 3 ]  |
| 1939 | 3730      | [ 3 ]  |
| 1961 | 5229      | [ 2 ]  |
| 1970 | 5636      | [ 2 ]  |
| 2014 | 4917      | [ 4 ]  |
| 2016 | 4953      | [ 5 ]  |
| 2021 | 4949      | [ 1 ]  |

## Politik

### Wappen
Hülzweiler ist als Waldrodungssiedlung entstanden. Dies wird durch den Eichenzweig im Wappen symbolisiert. Die „Abtskrümme“ steht für die Verbundenheit mit der Abtei Fraulautern. Der geminderte Löwenkopf steht für die ehemalige Landeshoheit der Grafen von Nassau-Saarbrücken bis 1581. Die drei Doppelkreuze zeigen die anschließende Zugehörigkeit zum Herzogtum Lothringen.

## Kultur und Sehenswürdigkeiten

### Bauwerke
- Die Laurentiuskapelle stand schon im Mittelalter. Urkundlich ist eine "Lorenzenbruderschaft" im 14. Jahrhundert bezeugt:  Kapellenstraße, kath. Kapelle St. Laurentius, 16./17. Jh., Neubau 1844 (Einzeldenkmal); Renovierung 1985 und 2012

- Kapellenstraße, Laurentiusbrunnen, um 1910 (Einzeldenkmal)

- Laurentiusstraße, kath. Pfarrkirche St. Laurentius, 1839 erbaut, 1909-10 Umbaut in heutigem Format von Ludwig Becker und Anton Falkowski (Einzeldenkmal)
- Zum Schützenberg, "Bassin", Flur 6, Flurstück 135/3, Wasserbehälter, 1913 (Einzeldenkmal)

Die vier Bauwerke sind als Einzeldenkmale in der Denkmalliste des Saarlandes aufgeführt.

### „Helzwella Kirw“
Hülzweiler ist durch die „Helzwella Kirw“, seine traditionsreiche Laurentiuskirmes bis weit über die Grenzen des Saarlandes hinaus bekannt. Die Kirmes geht zurück bis auf das Jahr 1513, als die Äbtissin von Fraulautern die Bauern von Schwarzenholz Reiser, Bänke und Maien nach Hülzweiler bringen ließ.
Die "Helzwella Kirw" findet immer um den zweiten Sonntag im August statt und dauert in der Regel von Samstag bis Mittwoch.

## Wirtschaft und Infrastruktur
Wirtschaftlich bekannt wurde Hülzweiler durch den deutschlandweit ersten Zertifikatslehrgang zum Nanotechniker.

## Persönlichkeiten
- Josef Paulus (1908–1985), Geistlicher und Generalvikar des Bistums Trier
- Alfred Wilhelm (1920–2015), saarländischer Landesminister
- Albert André (1930–2014), katholischer Priester, Monsignore
- Alban Rupp (1932–2024), Maschinenbauingenieur
- Gerhard Jakob (1933–1998), Weihbischof in Trier
- Monika Bachmann (* 1950), saarländische Landesministerin
- Kerstin Mark (* 1985), Radiomoderatorin